# Macroclinium dentiferum
Macroclinium dentiferum là một loài thực vật có hoa trong họ Lan. Loài này được Thiv mô tả khoa học đầu tiên năm 1995.